# Bahnstrecke Kolbäck–Oxelösund
| Bahnhof Eskilstuna | |                                                     |                                                     |
| Streckennummer: | 18 |                                                     |                                                     |
| Streckenlänge: | 132 km |                                                     |                                                     |
| Spurweite: | 1435 mm (Normalspur) |                                                     |                                                     |
| Stromsystem: | 15 kV 16⅔ Hz ~ |                                                     |                                                     |
| Streckengeschwindigkeit: | Bandel 492 Oxelösund–(Flens övre): 100 km/h Bandel 494 Flens övre–(Eskilstuna central): 120 km/h Bandel 450 Eskilstuna central–Rekarne: 200 km/h Bandel 493 (Rekarne)–(Kolbäck): 135 km/h |                                                     |                                                     |
| Zweigleisigkeit: | Folkesta–Eskilstuna |                                                     |                                                     |
| | |                                                     |                                                     |
| \| \| \| Bahnstrecke Kolbäck–Ludvika von Ängelsberg \| \| \| \| \| Bahnstrecke Stockholm–Örebro von Västerås \| \| \| \| 130,133 \| Kolbäck \| Kolbäck \| \| \| \| Bahnstrecke Stockholm–Örebro nach Örebro \| \| \| \| 126,614 \| Stuteriet \| Stuteriet \| \| \| 123,285 \| Strömsholm \| Strömsholm \| \| \| \| Freden \| \| \| \| 120,840 \| Mellansundet \| Mellansundet \| \| \| \| Mellansundet \| 27 m \| \| \| 119,803 \| Sanda \| Sanda \| \| \| 117,778 \| Nyckelön \| Nyckelön \| \| \| \| Lilla Blacken \| \| \| \| 117,735 \| Kvicksund \| Kvicksund \| \| \| 116,617 \| Kvicksund S (früher Bf Kvicksund, seit 1996 Hst) \| Kvicksund S (früher Bf Kvicksund, seit 1996 Hst) \| \| \| \| Svealandsbanan von Valskog \| \| \| \| 114,630 \| Rekarne \| Rekarne \| \| \| 109,465 \| Folkesta \| Folkesta \| \| \| \| Norra Södermanlands Järnväg von Nybybruk \| \| \| \| 107 \| Hällby (bis 1908 Hellby brunn) \| Hällby (bis 1908 Hellby brunn) \| \| \| 105 \| Brottsta \| Brottsta \| \| \| \| Ast Brottsta \| \| \| \| \| \| \| \| \| \| Ast Gredby \| \| \| \| \| Gredbyvägen \| \| \| \| \| Gredbybangården \| \| \| \| \| Eskilstuna huvudverkstad \| \| \| \| \| \| \| \| \| 104 \| Stålfors (ab 1895 Wasserstation, von 1921 bis 1964) \| Stålfors (ab 1895 Wasserstation, von 1921 bis 1964) \| \| \| 102,974 \| Eskilstuna \| Eskilstuna \| \| \| \| Svealandsbanan nach Södertälje \| \| \| \| \| Ast Tunafors (ab 1898, Eskilstuna Järnmanufaktur) \| \| \| \| 102 \| Fors (ab 1895 Wasserstation, P-Halt bis 1921) \| Fors (ab 1895 Wasserstation, P-Halt bis 1921) \| \| \| \| Ekbacken \| \| \| \| 99 \| Eskilstuna industrispår (früher Vilsta) \| Eskilstuna industrispår (früher Vilsta) \| \| \| 99,315 \| Skjulstavägen (früher Skjulsta) \| Skjulstavägen (früher Skjulsta) \| \| \| \| Tuvan \| \| \| \| 97,970 \| Skogstorp \| Skogstorp \| \| \| \| \| \| \| \| \| Hyndevadstrand (ab 1883) \| \| \| \| \| Hyndevadån \| \| \| \| 97 \| Oskarshall \| Oskarshall \| \| \| \| Hyndevads damm \| \| \| \| 96,296 \| Husby \| Husby \| \| \| \| Banvaktstuga Nr. 34 (früher Nr. 31) \| \| \| \| \| Husby-Rekarne prestgård \| \| \| \| 93,636 \| Hållsta \| Hållsta \| \| \| \| Årby \| \| \| \| \| Bälgviken \| \| \| \| 88,854 \| Bälgviken (bis 1910 Belgviken) \| Bälgviken (bis 1910 Belgviken) \| \| \| \| Piltorpsvägen \| \| \| \| \| Trindsätersvägen \| \| \| \| \| Kojäng \| \| \| \| 81 \| Harsjön \| Harsjön \| \| \| \| Hälleforsnäs industrispår \| \| \| \| 76,885 \| Hälleforsnäs \| Hälleforsnäs \| \| \| \| Banvaktstuga Nr. 23 \| \| \| \| 68,602 \| Mellösa \| Mellösa \| \| \| \| Mellösasjön \| \| \| \| \| Taljasjön \| \| \| \| \| Flensån \| \| \| \| 62,805 \| Flens Övre \| Flens Övre \| \| \| \| nach Flen \| \| \| \| \| Västra stambanan \| \| \| \| \| Flensån \| \| \| \| 55,545 \| Silinge \| Silinge \| \| \| \| Veckeln \| \| \| \| \| Hedenlundaån \| \| \| \| 51,042 \| Vadsbro kyrka \| Vadsbro kyrka \| \| \| 49,033 \| Vadsbro \| Vadsbro \| \| \| \| Långhalsen \| \| \| \| 46,028 \| Ålspångaskogen \| Ålspångaskogen \| \| \| 42,424 \| Bettna kyrka \| Bettna kyrka \| \| \| 41,824 \| Bettna \| Bettna \| \| \| \| Farneby gård \| \| \| \| 35,315 \| Vrena \| Vrena \| \| \| \| Vrena sågverk \| \| \| \| \| Vrenaån \| \| \| \| 34 \| Vrena tegelbruk (früher Tegelbruket) \| Vrena tegelbruk (früher Tegelbruket) \| \| \| 33,621 \| Länninge \| Länninge \| \| \| 31 \| Banvaktstuga Nr. 11 (ab 1934) \| Banvaktstuga Nr. 11 (ab 1934) \| \| \| 30 \| Drögsta \| Drögsta \| \| \| 28 \| Vallersta \| Vallersta \| \| \| 27 \| Stigtomta \| Stigtomta \| \| \| \| Banvaktstuga Nr. 9 (ab 1934) \| \| \| \| 23 \| Mälby \| Mälby \| \| \| \| Anst Mälby grusgrop (700 Meter) \| \| \| \| 21 \| Larslund \| Larslund \| \| \| 17,901 \| Väderbrunn \| Väderbrunn \| \| \| 13 \| Minninge (Hst bis 1945, ab 1959 Lst für Kerosin) \| Minninge (Hst bis 1945, ab 1959 Lst für Kerosin) \| \| \| \| Viadukten \| \| \| \| \| Bahnstrecke Järna–Åby von Åby \| \| \| \| \| Bahnstrecke Järna–Åby nach Nyköping C \| \| \| \| \| Nyköping föreningsbangården \| \| \| \| 12,070 \| Nyköping Södra (früher Nyköping) \| Nyköping Södra (früher Nyköping) \| \| \| \| Anst Nyköpings fabriksspår \| \| \| \| \| Anst Nyköping hamnspåret \| \| \| \| \| Anst Nyköpings Kullagerfabriks spår \| \| \| \| \| Anst Nyköping Sunlightspåret \| \| \| \| 10 \| Arnövägen (ab 1925) \| Arnövägen (ab 1925) \| \| \| \| Anst Björkövägen \| \| \| \| 7 \| Kriken (von 1925 bis 1954) \| Kriken (von 1925 bis 1954) \| \| \| 5 \| Stjärnholm \| Stjärnholm \| \| \| 4 \| Stjärnholmsbadet (von 1936 bis 1954) \| Stjärnholmsbadet (von 1936 bis 1954) \| \| \| 2,996 \| Vivestavägen (von 1917 bis 1954) \| Vivestavägen (von 1917 bis 1954) \| \| \| 2 \| Torpsvägen (von 1924 bis 1954) \| Torpsvägen (von 1924 bis 1954) \| \| \| 0,355 \| Oxelösund \| Oxelösund \| \| \| 0,000 \| \| \| \| \| ≈0,70 \| Oxelösunds hamn \| Oxelösunds hamn \| \| \| ≈2,30 \| SSAB Oxelösund \| SSAB Oxelösund \| \| \| \| \| \| \| Quellen: [2] \| \| \| \| | |                                                     |                                                     |
| Strecke | | Bahnstrecke Kolbäck–Ludvika von Ängelsberg          | Bahnstrecke Kolbäck–Ludvika von Ängelsberg          |
| Abzweig geradeaus, nach links und von links | | Bahnstrecke Stockholm–Örebro von Västerås           | Bahnstrecke Stockholm–Örebro von Västerås           |
| Bahnhof | 130,133 | Kolbäck                                             | Kolbäck                                             |
| Abzweig geradeaus und nach rechts | | Bahnstrecke Stockholm–Örebro nach Örebro            | Bahnstrecke Stockholm–Örebro nach Örebro            |
| ehemaliger Haltepunkt / Haltestelle | 126,614 | Stuteriet                                           | Stuteriet                                           |
| Dienststation / Betriebs- oder Güterbahnhof | 123,285 | Strömsholm                                          | Strömsholm                                          |
| Brücke über Wasserlauf | | Freden                                              | Freden                                              |
| ehemaliger Haltepunkt / Haltestelle | 120,840 | Mellansundet                                        | Mellansundet                                        |
| Brücke über Wasserlauf | | Mellansundet                                        | 27 m                                                |
| ehemaliger Haltepunkt / Haltestelle | 119,803 | Sanda                                               | Sanda                                               |
| ehemaliger Haltepunkt / Haltestelle | 117,778 | Nyckelön                                            | Nyckelön                                            |
| Brücke über Wasserlauf | | Lilla Blacken                                       | Lilla Blacken                                       |
| Dienststation / Betriebs- oder Güterbahnhof | 117,735 | Kvicksund                                           | Kvicksund                                           |
| Haltepunkt / Haltestelle | 116,617 | Kvicksund S (früher Bf Kvicksund, seit 1996 Hst)    | Kvicksund S (früher Bf Kvicksund, seit 1996 Hst)    |
| Abzweig geradeaus und von rechts | | Svealandsbanan von Valskog                          | Svealandsbanan von Valskog                          |
| Dienststation / Betriebs- oder Güterbahnhof | 114,630 | Rekarne                                             | Rekarne                                             |
| Dienststation / Betriebs- oder Güterbahnhof | 109,465 | Folkesta                                            | Folkesta                                            |
| Abzweig geradeaus und von links | | Norra Södermanlands Järnväg von Nybybruk            | Norra Södermanlands Järnväg von Nybybruk            |
| ehemaliger Haltepunkt / Haltestelle | 107 | Hällby (bis 1908 Hellby brunn)                      | Hällby (bis 1908 Hellby brunn)                      |
| ehemaliger Haltepunkt / Haltestelle | 105 | Brottsta                                            | Brottsta                                            |
| Abzweig geradeaus und ehemals von links | | Ast Brottsta                                        | Ast Brottsta                                        |
| Abzweig geradeaus und nach links · Strecke von rechts | |                                                     |                                                     |
| Abzweig geradeaus und nach links · Strecke | | Ast Gredby                                          | Ast Gredby                                          |
| Strecke · Betriebsstelle Streckenende | | Gredbyvägen                                         | Gredbyvägen                                         |
| Strecke · Betriebsstelle Streckenanfang | | Gredbybangården                                     | Gredbybangården                                     |
| Dienststation / Betriebs- oder Güterbahnhof · Strecke | | Eskilstuna huvudverkstad                            | Eskilstuna huvudverkstad                            |
| Abzweig geradeaus und von links · Strecke nach rechts | |                                                     |                                                     |
| ehemaliger Haltepunkt / Haltestelle | 104 | Stålfors (ab 1895 Wasserstation, von 1921 bis 1964) | Stålfors (ab 1895 Wasserstation, von 1921 bis 1964) |
| Bahnhof | 102,974 | Eskilstuna                                          | Eskilstuna                                          |
| Abzweig geradeaus und nach links | | Svealandsbanan nach Södertälje                      | Svealandsbanan nach Södertälje                      |
| Abzweig geradeaus und nach rechts | | Ast Tunafors (ab 1898, Eskilstuna Järnmanufaktur)   | Ast Tunafors (ab 1898, Eskilstuna Järnmanufaktur)   |
| ehemaliger Haltepunkt / Haltestelle | 102 | Fors (ab 1895 Wasserstation, P-Halt bis 1921)       | Fors (ab 1895 Wasserstation, P-Halt bis 1921)       |
| ehemaliger Haltepunkt / Haltestelle | | Ekbacken                                            | Ekbacken                                            |
| ehemalige Blockstelle | 99 | Eskilstuna industrispår (früher Vilsta)             | Eskilstuna industrispår (früher Vilsta)             |
| ehemalige Blockstelle | 99,315 | Skjulstavägen (früher Skjulsta)                     | Skjulstavägen (früher Skjulsta)                     |
| ehemaliger Haltepunkt / Haltestelle | | Tuvan                                               | Tuvan                                               |
| Dienststation / Betriebs- oder Güterbahnhof | 97,970 | Skogstorp                                           | Skogstorp                                           |
| Strecke von links (außer Betrieb) · Abzweig geradeaus und ehemals nach rechts | |                                                     |                                                     |
| Betriebsstelle Streckenende (Strecke außer Betrieb) · Strecke | | Hyndevadstrand (ab 1883)                            | Hyndevadstrand (ab 1883)                            |
| Brücke über Wasserlauf | | Hyndevadån                                          | Hyndevadån                                          |
| ehemaliger Haltepunkt / Haltestelle | 97 | Oskarshall                                          | Oskarshall                                          |
| ehemaliger Haltepunkt / Haltestelle | | Hyndevads damm                                      | Hyndevads damm                                      |
| ehemalige Blockstelle | 96,296 | Husby                                               | Husby                                               |
| ehemalige Blockstelle | | Banvaktstuga Nr. 34 (früher Nr. 31)                 | Banvaktstuga Nr. 34 (früher Nr. 31)                 |
| ehemalige Blockstelle | | Husby-Rekarne prestgård                             | Husby-Rekarne prestgård                             |
| Dienststation / Betriebs- oder Güterbahnhof | 93,636 | Hållsta                                             | Hållsta                                             |
| ehemalige Blockstelle | | Årby                                                | Årby                                                |
| Brücke über Wasserlauf | | Bälgviken                                           | Bälgviken                                           |
| Dienststation / Betriebs- oder Güterbahnhof | 88,854 | Bälgviken (bis 1910 Belgviken)                      | Bälgviken (bis 1910 Belgviken)                      |
| ehemalige Blockstelle | | Piltorpsvägen                                       | Piltorpsvägen                                       |
| ehemalige Blockstelle | | Trindsätersvägen                                    | Trindsätersvägen                                    |
| ehemalige Blockstelle | | Kojäng                                              | Kojäng                                              |
| ehemaliger Bahnhof | 81 | Harsjön                                             | Harsjön                                             |
| Abzweig geradeaus und ehemals von rechts | | Hälleforsnäs industrispår                           | Hälleforsnäs industrispår                           |
| Bahnhof | 76,885 | Hälleforsnäs                                        | Hälleforsnäs                                        |
| ehemaliger Haltepunkt / Haltestelle | | Banvaktstuga Nr. 23                                 | Banvaktstuga Nr. 23                                 |
| Dienststation / Betriebs- oder Güterbahnhof | 68,602 | Mellösa                                             | Mellösa                                             |
| Brücke über Wasserlauf | | Mellösasjön                                         | Mellösasjön                                         |
| Brücke über Wasserlauf | | Taljasjön                                           | Taljasjön                                           |
| Brücke über Wasserlauf | | Flensån                                             | Flensån                                             |
| Dienststation / Betriebs- oder Güterbahnhof | 62,805 | Flens Övre                                          | Flens Övre                                          |
| Abzweig geradeaus und nach rechts | | nach Flen                                           | nach Flen                                           |
| Kreuzung geradeaus oben | | Västra stambanan                                    | Västra stambanan                                    |
| Brücke über Wasserlauf | | Flensån                                             | Flensån                                             |
| Dienststation / Betriebs- oder Güterbahnhof | 55,545 | Silinge                                             | Silinge                                             |
| Brücke über Wasserlauf | | Veckeln                                             | Veckeln                                             |
| Brücke über Wasserlauf | | Hedenlundaån                                        | Hedenlundaån                                        |
| ehemaliger Haltepunkt / Haltestelle | 51,042 | Vadsbro kyrka                                       | Vadsbro kyrka                                       |
| ehemaliger Bahnhof | 49,033 | Vadsbro                                             | Vadsbro                                             |
| Brücke über Wasserlauf | | Långhalsen                                          | Långhalsen                                          |
| ehemaliger Haltepunkt / Haltestelle | 46,028 | Ålspångaskogen                                      | Ålspångaskogen                                      |
| ehemaliger Haltepunkt / Haltestelle | 42,424 | Bettna kyrka                                        | Bettna kyrka                                        |
| ehemaliger Bahnhof | 41,824 | Bettna                                              | Bettna                                              |
| ehemaliger Haltepunkt / Haltestelle | | Farneby gård                                        | Farneby gård                                        |
| Dienststation / Betriebs- oder Güterbahnhof | 35,315 | Vrena                                               | Vrena                                               |
| ehemalige Blockstelle | | Vrena sågverk                                       | Vrena sågverk                                       |
| Brücke über Wasserlauf | | Vrenaån                                             | Vrenaån                                             |
| ehemalige Blockstelle | 34 | Vrena tegelbruk (früher Tegelbruket)                | Vrena tegelbruk (früher Tegelbruket)                |
| ehemaliger Haltepunkt / Haltestelle | 33,621 | Länninge                                            | Länninge                                            |
| ehemaliger Haltepunkt / Haltestelle | 31 | Banvaktstuga Nr. 11 (ab 1934)                       | Banvaktstuga Nr. 11 (ab 1934)                       |
| ehemaliger Haltepunkt / Haltestelle | 30 | Drögsta                                             | Drögsta                                             |
| ehemaliger Haltepunkt / Haltestelle | 28 | Vallersta                                           | Vallersta                                           |
| ehemaliger Bahnhof | 27 | Stigtomta                                           | Stigtomta                                           |
| ehemaliger Haltepunkt / Haltestelle | | Banvaktstuga Nr. 9 (ab 1934)                        | Banvaktstuga Nr. 9 (ab 1934)                        |
| ehemaliger Haltepunkt / Haltestelle | 23 | Mälby                                               | Mälby                                               |
| Abzweig geradeaus und ehemals nach rechts | | Anst Mälby grusgrop (700 Meter)                     | Anst Mälby grusgrop (700 Meter)                     |
| ehemaliger Bahnhof | 21 | Larslund                                            | Larslund                                            |
| ehemaliger Haltepunkt / Haltestelle | 17,901 | Väderbrunn                                          | Väderbrunn                                          |
| ehemalige Blockstelle | 13 | Minninge (Hst bis 1945, ab 1959 Lst für Kerosin)    | Minninge (Hst bis 1945, ab 1959 Lst für Kerosin)    |
| ehemalige Blockstelle | | Viadukten                                           | Viadukten                                           |
| Abzweig geradeaus und von rechts | | Bahnstrecke Järna–Åby von Åby                       | Bahnstrecke Järna–Åby von Åby                       |
| Abzweig geradeaus und nach links | | Bahnstrecke Järna–Åby nach Nyköping C               | Bahnstrecke Järna–Åby nach Nyköping C               |
| ehemaliger Dienststation / Betriebs- oder Güterbahnhof | | Nyköping föreningsbangården                         | Nyköping föreningsbangården                         |
| Dienststation / Betriebs- oder Güterbahnhof | 12,070 | Nyköping Södra (früher Nyköping)                    | Nyköping Södra (früher Nyköping)                    |
| Abzweig geradeaus und ehemals nach links | | Anst Nyköpings fabriksspår                          | Anst Nyköpings fabriksspår                          |
| Abzweig geradeaus und ehemals nach links | | Anst Nyköping hamnspåret                            | Anst Nyköping hamnspåret                            |
| Abzweig geradeaus und ehemals nach links | | Anst Nyköpings Kullagerfabriks spår                 | Anst Nyköpings Kullagerfabriks spår                 |
| Abzweig geradeaus und ehemals nach links | | Anst Nyköping Sunlightspåret                        | Anst Nyköping Sunlightspåret                        |
| ehemaliger Haltepunkt / Haltestelle | 10 | Arnövägen (ab 1925)                                 | Arnövägen (ab 1925)                                 |
| Abzweig geradeaus und ehemals nach rechts | | Anst Björkövägen                                    | Anst Björkövägen                                    |
| ehemaliger Haltepunkt / Haltestelle | 7 | Kriken (von 1925 bis 1954)                          | Kriken (von 1925 bis 1954)                          |
| ehemaliger Bahnhof | 5 | Stjärnholm                                          | Stjärnholm                                          |
| ehemaliger Haltepunkt / Haltestelle | 4 | Stjärnholmsbadet (von 1936 bis 1954)                | Stjärnholmsbadet (von 1936 bis 1954)                |
| ehemaliger Haltepunkt / Haltestelle | 2,996 | Vivestavägen (von 1917 bis 1954)                    | Vivestavägen (von 1917 bis 1954)                    |
| ehemaliger Haltepunkt / Haltestelle | 2 | Torpsvägen (von 1924 bis 1954)                      | Torpsvägen (von 1924 bis 1954)                      |
| Dienststation / Betriebs- oder Güterbahnhof | 0,355 | Oxelösund                                           | Oxelösund                                           |
| Kilometer-Wechsel | 0,000 |                                                     |                                                     |
| Blockstelle | ≈0,70 | Oxelösunds hamn                                     | Oxelösunds hamn                                     |
| Betriebsstelle Streckenende | ≈2,30 | SSAB Oxelösund                                      | SSAB Oxelösund                                      |
| | |                                                     |                                                     |
| Quellen: | |                                                     |                                                     |

Die Bahnstrecke Kolbäck–Oxelösund ist eine normalspurige schwedische Eisenbahnstrecke. Sie wurde von der Oxelösund–Flen–Västmanlands Järnvägsaktiebolag (OFWJ), einer privaten Eisenbahngesellschaft, erbaut. Es handelt sich um eine Nord-Süd-Verbindung rund 50 Kilometer westlich von Stockholm.

## Vorgeschichte
Um in Bergslagen gute Transportwege herzustellen, plante Graf A. E. von Rosen eine Eisenbahnstrecke zwischen Örebro und Hult am Vänern. Die Bahnverbindung kam nicht zu Stande und so mussten die Produkte, vor allem Holz und Eisen, in die Mälarenhäfen gebracht und dort auf Segelschiffen in Richtung Stockholm verladen werden. Dort wurden die Waren in das Ausland auf Seeschiffe umgeladen.
Schon damals stellte man fest, dass der kürzeste Weg zum Meer eine Bahnstrecke nach Oxelösund wäre, das einen selten zugefrorenen Hafen besaß. Eine Strecke, die mit den im Westen und Norden des Mälaren vorhandenen Bahngesellschaften Örebro–Köpings Järnväg, Bergslagernas Järnvägar, Nora–Ervalla järnvägsaktiebolag und Köping–Uttersbergs Järnvägsaktiebolag sowie dem Strömsholms Kanal, wäre in der Lage, aus dem Herzen des Landes, der Heimat der Eisenindustrie die Waren abzutransportieren. Zusammen mit den Wasserstraßen des Mälaren würde eine Verbindung zu einer Stammbahn die besiedelten Gebiete mit außergewöhnlich vielen landwirtschaftlichen sowie industriellen Betrieben die beiden größten Städte Södermanlands mit der Außenwelt verbinden.
1862 fand in Nyköping und 1863 in Eskilstuna ein Treffen für ein Eisenbahnprojekt statt, bei dem Oxelösund mit Kvicksund am Mälaren verbunden werden sollte. Die Verhandlungen gingen so weit, dass sich die beiden Städte 1864 bereit erklärten, je 1350 Aktien zu je 200 Riksdaler (Rdr.) für eine Bahngesellschaft zu zeichnen. Wegen der prognostizierten hohen Kosten, Schwierigkeiten bei der Beschaffung von Zuwendungen der öffentlichen Hand und der aktuellen wirtschaftlichen Bedingungen im Land wurde das Projekt nicht weiter verfolgt.

## Pläne für den Schienenverkehr Oxelösund–Flen
Erst als König Oskar I. seine Ideen über die Schieneninfrastruktur des Landes vorstellte, kam man wieder auf das Projekt der Bahnverbindung Oxelösund–Kvicksund zurück. Neue Ideen wurden bei einem Treffen in Malmköping am 8. Juli 1869 gesammelt. Da man befürchtete, dass sich die Planung verzögern könne, begann in Nyköping und Umgebung die Aufstellung von Plänen für eine Eisenbahn Oxelösund–Flen. Im Mai 1872 wurde der Stadtrat von Nyköping gebeten, 264.000 Rdr. für die Errichtung einer Bahnstrecke zu bewilligen. Am 26. September 1872, nachdem die Linienführung nördlich von Flen festgelegt war, gewährte auch die Stadt Eskilstuna 62.000 Rdr. für eine normalspurige Bahnstrecke von Flen über Eskilstuna nach Västmanland. Bedingung war aber die zuvorige Gewährung eines Staatskredites.
Gleichzeitig wurde der Antrag für eine Konzession gestellt, die bereits am 11. Oktober 1872 gewährt wurde. Diese betraf die Streckenteile von Flen nach Nyköping und Oxelösund, von Flen über Eskilstuna nach Valskog an der Köping-Hults Järnväg mit einer Zweigstrecke über Kvicksund zu einer Station an der Strecke von Västerås nach Köping. Als Schnittpunkt wurde Kolbäck gewählt.

## Oxelösund–Flen–Västmanlands Järnvägsaktiebolag
Die Satzung für die Oxelösund–Flen–Västmanlands Järnvägsaktiebolag (OFWJ) wurde am 6. Dezember 1872 genehmigt, einige Änderungen wurden am 18. Januar 1873 beschlossen. Unmittelbar danach begann die Vergabe der Aktien der Gesellschaft. Das Grundkapital wurde auf mindestens 4 Millionen Rdr. und auf nicht mehr als 6 Millionen Rdr. angenommen, verteilt auf  Aktien zu 100 Rdr. Schon vor diesem Aufruf waren für 4,6 Millionen Rdr. Aktien gezeichnet, unter der Bedingung, dass die verbleibenden 1,4 Millionen Rdr. noch von anderen Aktionären gezeichnet werden würden.
Eine Reihe von Gemeinden und Einzelpersonen zeichneten mehr als 120 000 Rdr., Nyköping 300.000 Rdr. und Eskilstuna zusätzlich 530 Aktien, das entsprach 53.000 Rdr. Am 11. März kam 1873 wurde die Aktiengesellschaft an der Börse in Stockholm gegründet.

## Bau der Strecke
Der Vorstand der Gesellschaft beauftragt G. Wythe und J. Longridge aus London mit dem Bahnbau. Die Strecke war von Oxelösund über Nyköping, Flen und Eskilstuna nach Valskog geplant, dazu eine Zweigbahn von Rekarne über Kvicksund nach Kolbäck zur Stockholm–Västeråsbanan. Dazu kamen sämtliche Bahnhöfe wie auch die notwendigen Baumaßnahmen im Hafen von Oxelösund, ferner alle Fahrzeuge, die notwendigen Telegrafenleitungen sowie Grundstücke im Gesamtvolumen von zwölf Millionen Kronen. Ein Abkommen über ein Darlehen mit einer Rendite von 5 ½ % für die dazu fehlenden sechs Millionen Kronen wurden wenige Tage nach der Auftragserteilung abgeschlossen.
Für den Baubeginn wurde der 1. Oktober 1873 festgelegt, die Strecke sollte vor dem 1. Juni 1876 fertig sein und der Hafen in Oxelösund vor dem Jahresende 1878 in Betrieb gehen. Detaillierte Pläne für die Route waren zunächst nicht definiert, diese sollten nach und nach während der Bauzeit erstellt werden. Mehr als 20 Brücken sollten errichtet werden, darunter drei Drehbrücken über den Arbogaån, den Kvicksund und den Borgåsund. Es sollte nur zwei Wagenklassen geben. Die 2. Klasse sollte der üblichen 3. Klasse entsprechen, die 1. Klasse aber im Komfort zwischen der 1. und 2. Klasse liegen. Die Personenwagen sollten nach amerikanischem Muster gebaut werden und Sitze an den Seiten und Türen an den Enden erhalten, wobei auch der Übergang in den Nachbarwagen möglich sein sollte.
Zuerst war W. Stanley der leitende Ingenieur. Nach seinem Rücktritt 1875 übernahm ein Mann namens Baye dieses Amt. Claes Adolf Adelsköld übernahm die Kontrollaufgaben. Die notwendigen Brückenbauten zwischen Kolbäck und Valskog verursachten Streitigkeiten. Vor allem in Schifffahrtskreisen sprach man sich gegen die kommende Konkurrenz aus. Der Bau des Hafens in Oxelösund wurde als eigenes Projekt abgespalten.

## Eröffnung
Am 17. November 1875 fuhr die erste Lokomotive nach Eskilstuna. Am 1. März 1876 wurde berichtet, dass die Schienen auf dem ganzen Weg zwischen Oxelösund und Kvicksund sowie nach Valskog gelegt seien. Allerdings wurde um eine Verschiebung des Fertigstellungstermins bis zum 31. Dezember 1877 gebeten, da die Auseinandersetzung um den Brückenbau starke Verzögerungen mit sich brachten. Das Königliche Baubüro genehmigte nur eine Verlängerung bis zum 31. Dezember 1876. Die ersten sieben Lokomotiven wurden in den Jahren 1874 bis 1875 ausgeliefert. Die Lok OFWJ  Nr. 1 entstand bei Sharp Stewart in Manchester, England im Jahre 1874. Für Betrieb und Wartung von Schienenfahrzeugen wurde ein Lokschuppen und eine Werkstatt in Eskilstuna gebaut.
Am 1. Juli 1876 begann der Verkehr auf dem Teilstück Nyköping–Flen und im August der Güterverkehr zwischen Rekarne und Nyköping. Am 1. Januar 1877 wurde die komplette Strecke sowie die Zweigstrecke Valskog–Rekarne dem Betrieb übergeben. Die feierliche Eröffnung begann am 2. September 1877 durch den König und den Kronprinzen in Oxelösund, wo der König den Hafen einweihte. In Nyköping wurden danach die Feierlichkeiten fortgesetzt. Am nächsten Tag fuhr der Festzug nach Eskilstuna, wo die Eröffnungsfeier beendet wurde.

## Wirtschaftliche Probleme
Die Einnahmen in den ersten drei Monaten beliefen sich auf nur 49.688,62 Kronen. Dies waren Auswirkungen der schlechten Wirtschaftslage sowie der Tatsache, dass der Hafen in Oxelösund noch nicht fertig war. Der Vorstand der Gesellschaft hielt es für notwendig, um Aufschiebung der Zinsen auf die Anleihe zu bitten. Um einen sofortigen Konkurs zu vermeiden, wurden englische Aktionäre gebeten, einige Streckenteile gänzlich zu übernehmen. Nach einer negativen Reaktion erneuerte der Vorstand seinen Antrag auf Aufschiebung. Auf einer außerordentlichen Hauptversammlung am 22. August 1878 wurde beschlossen, durch eine neue Aktienausgabe das Eigenkapital zu erhöhen. Die Regulierungsbehörden verlangten für die Umschuldung die Zeichnung von mindestens 260.000 Kronen. Bis zur erneuten Sitzung am 23. September waren nur 21.330 Kronen gezeichnet, so dass am 23. November beschlossen wurde, den König um ein Darlehen in Höhe von einer Million Kronen zu bitten.

## Oxelösund Hafen
Etwa zur gleichen Zeit wurde bekannt, dass Finnland für eine regelmäßige Postverbindung mit Schweden wegen der Behinderung durch Eis im Stockholmer Hafen nach Oxelösund ausweichen wolle. Die Dampffähre Express konnte trotz der extremen Kälte den ganzen Winter Oxelösund anlaufen. 1879 verhandelte man auch über einen russischen Transitverkehr nach Oxelösund, was aber zu keinem Ergebnis führte. Das folgende Jahr 1880 war gekennzeichnet von Bemühungen, den Schienenverkehr von und nach Bergslagen zu steigern. Im Ausland erkannte man die hervorragende Verkehrslage in Oxelösund. So schlug die Direktion der Köln-Mindener Eisenbahn-Gesellschaft den gegenseitigen Export von schwedischem Eisenerz in das Rheinland und nach Westfalen sowie der westfälischen Kohle nach Schweden über den Hafen vor.

## Zusammenarbeit mit der Frövi–Ludvika Järnväg
Nun wurden Verhandlungen mit der Frövi–Ludvika Järnväg und mit der Köping–Hults Järnväg aufgenommen, um die Verkehrsströme aus diesen an den Bahnstrecken liegenden Orten von Stockholm nach Oxelösund umzuleiten. Dieser Wunsch wurde auch an die Orte an der Bahnstrecke Valskog–Lindesberg herangetragen. Die erste Übereinkunft wurde mit der Frövi–Ludvika Järnväg getroffen, um Waren von Lübeck, Kopenhagen und Göteborg nach Västmanland, Närke und Dalarna zu bringen. Bei der Köping–Hults Järnväg wäre von Valskog und Kolbäck noch ein Landtransport notwendig gewesen. Im Hafen von Oxelösund wurden nun anstatt in Stockholm auch Waren auf die Mälaren-Schiffe umgeladen.
Für das in den folgenden Jahren erwartete höhere Transportaufkommen mit Eisenerz verhandelte die Führung der Bahngesellschaft mit der The Swedish Association, dass diese für neue Fahrzeuge und Arbeitsplätze 300.000 Kronen investieren solle. Die Fahrzeuge sollten im Besitz der Association bleiben. Dafür bot die Bahngesellschaft einen festen Vertrag für den Erztransport zwischen Valskog und Oxelösund für 11 ½ Öre pro Zentner für fünf Jahre.
Diese Vorschläge wurden akzeptiert. Im Jahr 1884 wurde ein Abkommen über die Zusammenarbeit mit der Frövi–Ludvika Järnväg abgeschlossen, nach dem Ware über eine Ladegleis in Skogstorp auf den Hyndevadsån verladen wurde und somit die Bahn an den Hjälmare Kanal anschloss.
Untersuchung zeigten, dass es Vorteile bringen würde, den Güterverkehr vom Personenverkehr zu trennen. Deshalb wurden 1887 Personenzuglokomotiven gekauft sowie Änderungen an den Personenwagen vorgenommen. Weiter wurden 1889 Drehgestellwagen mit 2. und 3. Klasse in der OFWJ-eigenen Werkstatt gebaut.
Mit der 1883 gegründeten Grubenaktiengesellschaft Grängesberg (Grängesbergs gruvaktiebolag) kam es 1889 zu einer neuerlichen Vereinbarung, nach der jährlich 100.000 Tonnen Eisenerz befördert werden sollten. Dazu wurde der Hafen in Oxelösund erweitert und mit neuen Krananlagen ausgerüstet. Da der Erzverkehr ständig zunahm, wurden ein Jahr später bereits 120.000 Tonnen befördert.
Eine für die Finanzen des Unternehmens wichtige Entscheidung wurde auf der Hauptversammlung 1892 getroffen. Die Schuldverschreibungen des Unternehmens waren Anleihen in Höhe von 5.896.000 Kronen mit 5 ½ % Zinsen sowie ungültige Rentenzinsscheine in Höhe von 2.593.800 Kronen, zusammen also 8.489.800 Kronen. Die Entscheidung besagte, alle ausstehenden Anleihen bis Ende Juni 1893 einzulösen und vom Erlös neue verzinslichen Anleihen mit einem Zinssatz von fünf Prozent auszugeben. Damit sollten alle alten Darlehen abgelöst werden, die neuen Anleihen sollten dazu den Wert von acht Millionen Kronen nicht überschreiten.

## Übernahme durch Trafikaktiebolaget Grängesberg–Oxelösund
Das Eisenerz kam aus vielen Minen nach Oxelösund, eine der wichtigsten war die in Grängesberg. Ursprünglich wurde der Erzverkehr auf dieser Strecke von drei Bahngesellschaften durchgeführt – dies waren außer der OFWJ die Köping–Hults–(vormals Örebro–Köpings–) Järnväg und die Frövi–Ludvika Järnväg. Zur Erhöhung der Wettbewerbsfähigkeit bildete die drei Eisenbahnen ein neues Unternehmen – die Trafikaktiebolaget Grängesberg-Oxelösund (TGO). Die  Trafikaktiebolaget Grängesberg–Oxelösund erwarb bereits 1897 die Aktienmajorität der OFWJ. 1900 übernahm sie dazu die gesamte Verwaltung. Dies bedeutete das Ende der bislang eigenständigen Oxelösund–Flen–Västmanlands Järnvägsaktiebolag. Im November 1900 wurde eine zentrale Verwaltung für die drei Bahnen in Eskilstuna eingerichtet. 1931 wurde der Name in TGOJ geändert und die alle Fahrzeuge nach einem gemeinsamen Nummernsystem gekennzeichnet.

## Streckengeschichte

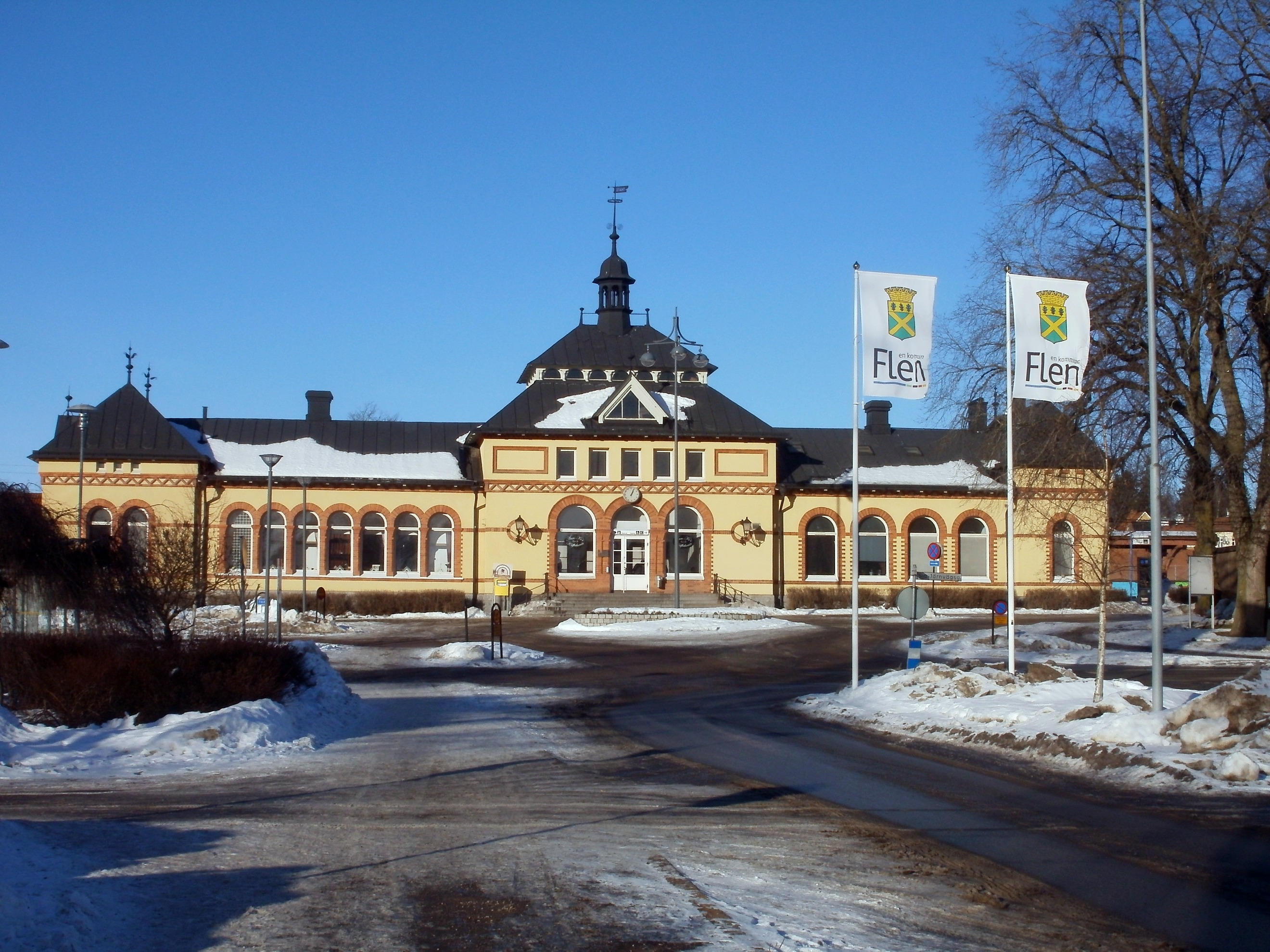
Bahnhof Flen (2011)

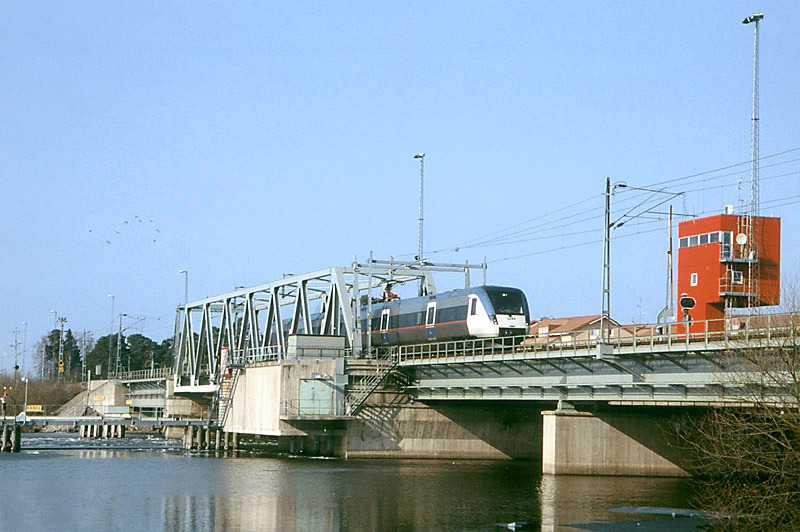
Kvicksundsbron

Die Strecke wurde mit Eisenschienen gebaut, die ein Metergewicht von etwa 28 kg aufwiesen. Die Schwellenlänge betrug etwa 8,5 schwedische Fuß. Zuerst wurden Holzprodukte abgefahren, aber bereit 1878 fuhr der erste Erzzug. Von da an nahm der Güterverkehr bis zu seinem Höhepunkt im Jahr 1939 zu.
Ende der 1880er Jahre wurden die Eisenschienen durch Stahlschienen mit gleichem Metergewicht ausgetauscht. Dafür wurden neun Fuß lange Schwellen verwendet. Allerdings wurde es auf Grund des zunehmenden Verkehrs mit schwereren Lokomotiven und Güterwagen notwendig, den Oberbau zu verstärken und ab 1898 Schienen mit einem Metergewicht von 41 kg einzubauen. 1908 war der Umbau der gesamten Strecke abgeschlossen.
Mehrere Bahnhofsgebäude wurden neu gebaut, alle Drehscheiben, Gleiswaagen und Wasserkräne nach modernen Grundsätzen umgebaut. Alle Brücken mussten für eine Belastung von 18 Tonnen verstärkt werden, so dass auf der Strecke eine Höchstgeschwindigkeit von 90 km/h gefahren werden konnte. Die Bahnhöfe erhielten neue Weichen- und Signal-Sicherungssysteme, alle Bahnwärterhäuser Telefonanschluss zu den Stationen.
Ein bedeutendes Bauwerk war die neue Kvicksund-Brücke, die größte Drehbrücke im Norden, die als kombinierte Eisenbahn- und Straßenbrücke errichtet wurde. Sie besteht aus zwei beweglichen jeweils 38 Meter langen Teilen sowie einem festen Teil von 18 Meter. Der Bahnhof Kvicksund wurde drei Meter höher gelegt, um den dringend benötigten Raum zwischen der Brücke und dem Wasserspiegel für kleinere Schlepper und Lastkähne zu erhöhen. Diese Arbeiten wurden 1924 und 1925 ausgeführt.
Die ersten an die OFWJ gelieferten Lokomotiven waren Satteltankloks. Als stärkere Lokomotiven nötig waren, lieferte Sharp Stewart aus Manchester zwischen 1894 und 1901 zwölf Tenderlokomotiven mit der Achsfolge C 2. Diese erhielten die Betriebsnummern 16 bis 27. Für die schweren Erzzüge wurden Lokomotiven mit großer Zugkraft beschafft. Der Höhepunkt der Dampf-Ära war in den 1930er Jahren erreicht, als NOHAB in Trollhättan drei Dampfturbinenlokomotiven M3t für die TGOJ baute. Diese Type war neben den SJ-Erzzug-Lokomotiven Typ R eine der mächtigsten Dampflokomotiven in Schweden. Die M3t wurden bis zur Elektrifizierung 1953–54 verwendet, als sie durch Elektrolokomotiven der Typen Bt und Ma ersetzt wurden. Die TGOJ M3t 71 ist heute die einzige einsatzfähige Dampfturbinenlok der Welt.
Zuerst wurde der Reisezugverkehr mit dampfgeführten Zügen und Dampftriebwagen durchgeführt. Danach folgten dieselelektrische Triebzüge von DEVA und Hilding Carlssons-Schienenbusse, später wiederum wurden Triebwagen der Typen Yoa104 und Yoa202 (später X20/X21) gekauft. Zudem beschaffte die TGOJ Stahlpersonenwagen, die in SJ-Zügen (z. B. TGOJ B1) eingesetzt wurden.
Die TGOJ wurde 1978 verstaatlicht, als sie in SSAB AB (Svenskt Stål AB) aufging. Im Jahr 1989 wurde die Bahngesellschaft eine hundertprozentige Tochtergesellschaft von SJ. Am 19. April 1990 war ein historischer Tag für TGOJ, denn der letzte Erzzug von Grängesberg fuhr nach Oxelösund. Der letzten Erzzug aus Dannemora nach Oxelösund fuhr zwei Jahre später. Seit 1995 beförderte TGOJ keine Reisezüge mehr. Die Haupttätigkeit verlagerte sich auf den Werkstattbetrieb für schwere Instandhaltung von Schienenfahrzeugen (zum Beispiel in Malmö, Örebro und Tillberga). Im Jahre 2000 wurde der Fahrzeugunterhalt unter dem Namen TGOJ Trafik neu organisiert. Für Green Cargo und andere Eisenbahnunternehmen war man in ganz Schweden tätig. In Eskilstuna befanden sich der Hauptsitz und die Hauptwerkstatt. Am 1. Januar 2011 wurde TGOJ Trafik von Green Cargo übernommen. Der Name TGOJ verschwand formell aus dem schwedischen Bahnbereich.
1983 wurde der Großteil des Fahrgastverkehrs zwischen Flen und Oxelösund eingestellt, die endgültige Einstellung folgte 1985/86. Der Personenverkehr auf den Rest der Strecke dagegen entwickelte sich positiv. In den 1990er Jahren begann der überregionale Verkehr auf der Strecke Uppsala–Västerås–Norrköping, die anfangs mit X2-Triebwagen bedient wurde. Später kamen auch andere Triebwagen-Typen zum Einsatz. Für den Verkehr mit schweren Zügen wurde die Achslast der Strecke auf 25 Tonnen erhöht.
Zwischen Kolbäck und Flens övre verkehren Regionalzüge der SJ (Bombardier Regina oder X12), die die Gesamtstrecke Uppsala–Sala–Västerås–Eskilstuna–Norrköping oder Teile davon befahren. Zwischen Rekarne und Eskilstuna fahren Züge der Svealandsbanan.
Mittelpunkt des Güterverkehrs ist das frühere Verkehrs- und Unterhaltszentrum der TGOJ in Eskilstuna. Hier besteht ein Kombiverkehrs-Terminal. Die schweren Stahlzüge zwischen Oxelösund und Borlänge prägen das Bild der Strecke.